# Par de Francia

Armas del Reino de Francia.

Representación heráldica de la corona de un duque, con un gorro azul de un par.

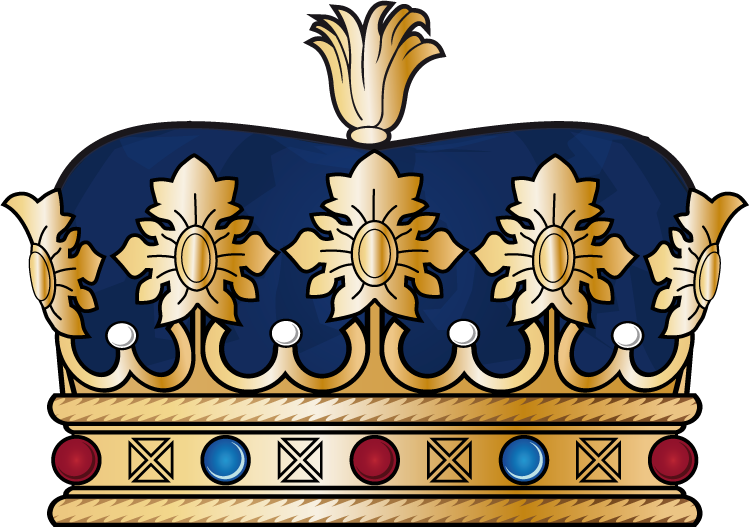
Representación heráldica de una corona ducal, realzada con el capuchón de la nobleza rematado por una borla dorada (codificada bajo la Restauración.).

Corona y manto de un duque y un par de Francia, mostrados aquí con los collares de las Órdenes del rey.

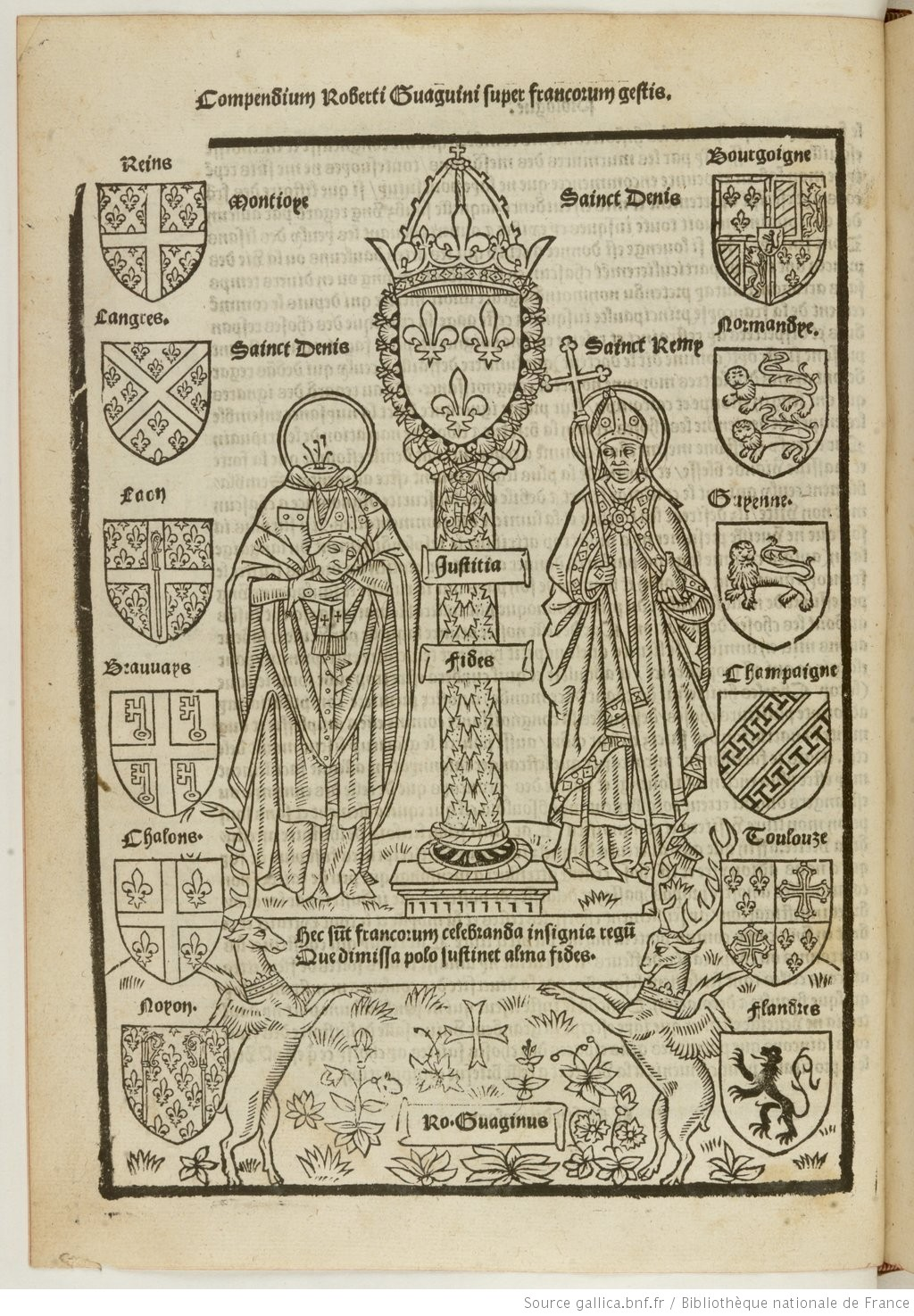
Escudos de armas de los doce pares de Francia, 1516.

Par de Francia es un título de dignidad que en un origen se otorgaba a familiares del rey. Por ejemplo, en el Cantar de Roldán los doce pares son caballeros sobrinos de Carlomagno. Después, los pares de Francia fueron un grupo de grandes señores feudales, vasallos directos de la corona de Francia. Al principio se componía de doce pares, seis pares eclesiásticos y seis pares laicos. Tenían el privilegio de no ser juzgados más que por la Corte de Pares. En contrapartida, tenían la obligación de rendir homenaje (vasallaje) al rey de Francia. A partir del año 1180 se les concedió el derecho de pertenecer al Parlamento y les fue permitido asistir a la ceremonia de la consagración.
Su cometido fue ceremonial a partir del siglo XIII. La dignidad de par, hereditaria por línea masculina, era un título de la corona y no un título de nobleza. Fue la fórmula con la que los reyes distinguían a los nobles más importantes del reino. El movimiento se aceleró en el siglo XVI. El rey nombró pares a simples señores, situándolos en el vértice de la pirámide de los títulos de Francia. El título de los pares de Francia en la época del Antiguo Régimen, a diferencia de los pares británicos, era solo honorífico. Sin embargo, los pares conservaban importantes privilegios, como el de asistir al Parlamento de París, la corte de justicia más importante del reino.
En 1814 Luis XVIII creó, basándose en el modelo inglés de la Cámara de los Lores, una Cámara de los Pares, que fue parte del poder legislativo. Después de los Cien Días, Napoleón nombró también pares de Francia. La Segunda Restauración de 1815 restableció la Cámara de los Pares, cuyo título era hereditario. Después de la Revolución de Julio en 1830, el rey Luis Felipe conservó la Cámara de los Pares, pero suprimió la heredad del mismo, hasta que la cámara y el rango fueron definitivamente abolidos en 1848.
Su sede era el Palacio de Luxemburgo, en París.
Conde o duque par: Título que se añadía al condado o ducado correspondiente.

## Primeros pares

### Pares eclesiásticos
- Arzobispo-duque de Reims, primero de los Pares.
- Obispo-duque de Laon.
- Obispo-duque de Langres.
- Obispo-conde de Châlons.
- Obispo-conde de Noyon.
- Obispo-conde de Beauvais.

### Pares laicos
- Ducado de Borgoña (anexionado en 1477).
- Ducado de Normandía (anexionado en 1204).
- Ducado de Aquitania (anexionado en 1453).
- Condado de Flandes (anexionado en 1477).
- Condado de Champaña (anexionado en 1314).
- Condado de Tolosa (anexionado en 1271).

## Pares tardíos
- Dinastía de Hostun: ducado-par en 1715.
- Ducado de Tallard: ducado-par en 1715. Casa Ducal del Delfín De Tallard de hostun par por herencia.

### SigloXIII
- Bretaña: ducado-par en 1297 (unido a Francia en 1532).
- Anjou: condado-par en 1297.
- Artois: condado en 1297.

### SigloXIV
- Poitou: condado-par en 1314.
- La Marche: condado-par en 1316.
- Evreux: condado-par en 1316.
- Angoulême: condado-par en 1317.
- La Marche: condado-par en 1317.
- Étampes: condado-par en 1327.
- Bourbon: ducado-par en 1327.
- Beaumont-le-Roger: condado-par en 1328.
- Maine: condado-par en 1331.
- Mortain: condado-par en 1335.[2]
- Orleans: ducado-par en 1344.
- Valois: condado-par en 1344.
- Nevers: condado-par en 1347.
- Mantes: condado-par en 1353.
- Anjou: ducado-par en 1356.
- Mâcon: condado en 1359.
- Berry: ducado-par en 1360.
- Auvergne: ducado-par en 1360.
- Touraine: ducado-par en 1360.
- Montpellier: baronía-par en 1371.
- Périgord: condado-par en 1399.

### SigloXV
- Alençon: ducado-par en 1404.
- Soissons: condado-par en 1404.
- Coucy: baronía-par en 1404.
- Nemours: ducado-par en 1404.
- Châtillon: castellanía-par en 1404.
- Rethel: condado-par en 1405.
- Valois: ducado-par en 1406.
- Mortagne: condado-par en 1407.
- Évry-le-Châtel: castellanía-par en 1408.
- Jouy-le-Châtel: castellanía en 1408.
- Évreux: condado-par en 1427.
- Saintonge: condado-par en 1428.
- Foix: condado-par en 1458.
- Eu: condado-par en 1458.
- Villefranche: condado-par en 1480.
- Arengosse: condado-par 1500.

### SigloXVI
- Angoulême: ducado-par en 1515
- Vendôme: ducado-par en 1515
- Châtellerault: ducado-par en 1515
- Guise: ducado-par en 1528
- Montpensier: ducado-par en 1529
- Aumale: ducado-par en 1547
- Albret: ducado-par en 1550
- Montmorency: ducado-par en 1551
- Forez: ducado-par en 1566
- Château-Thierry: ducado-par en 1566
- Perche: ducado-par en 1566
- Penthièvre: ducado-par en 1569
- Évreux: ducado-par en 1569
- Dreux: ducado-par en 1569
- Mercœur: ducado-par en 1569
- Uzès: ducado-par en 1572 (el más antiguo en la actualidad))
- Mayenne: ducado-par en 1573
- Saint-Fargeau: ducado-par en 1574
- Joyeuse: ducado-par en 1581
- Piney-Luxembourg: ducado-par en 1581
- Epernon: ducado-par en 1581
- Elbeuf: ducado-par en 1581
- Rethel: ducado-par en 1581
- Hallwin: ducado-par en 1587
- Montbazon: ducado-par en 1588
- Ventadour: ducado-par en 1589
- Thouars (La Trémoille): ducado-par en 1599
- Biron: ducado-par en 1598

### SigloXVII
- Aiguillon: ducado-par en 1600
- Rohan: ducado-par en 1603
- Sully: ducado-par en 1606
- Fronsac: ducado-par en 1608
- Damville: ducado-par en 1610
- Hallwin/Candale: ducado-par en 1611
- Châteauroux: ducado-par en 1616
- Luynes: ducado-par en 1619
- Lesdiguières: ducado-par en 1620
- Bellegarde: ducado-par en 1620
- Brissac: ducado-par en 1620
- Hallwin: ducado-par en 1621
- Candale: ducado-par en 1621
- Chaulnes: ducado-par en 1621
- Chevreuse: ducado-par en 1627
- Richelieu: ducado-par en 1631
- La Valette: ducado-par en 1631
- La Rochefoucauld: ducado-par en 1631
- Enghien: ducado-par en 1633
- Retz: ducado-par en 1634
- Fronsac: ducado-par en 1634
- Aiguillon: ducado-par en 1634
- Saint-Simon: ducado-par en 1635
- La Force: ducado-par en 1637
- Aiguillon: ducado-par en 1638
- Valentinois: ducado-par en 1642
- Châtillon: ducado-par en 1643
- Coligny: ducado-par en 1648
- Poix-Créquy: condado-par en 1652
- Randan: ducado-par en 1661
- Verneuil: ducado-par en 1663
- Estrées: ducado-par en 1663
- Gramont: ducado-par en 1663
- La Meilleraie: ducado-par en 1663
- Rethel-Mazarin: ducado-par en 1663
- Villeroy: ducado-par en 1663
- Mortemart: ducado-par en 1663
- Poix-Créquy: ducado-par en 1663
- Saint-Aignan: ducado-par en 1663
- Randan-Foix: ducado-par en 1663
- La Rocheguyon: ducado-par en 1663
- Tresmes/Gesvres: ducado-par en 1663
- Noailles: ducado-par en 1663
- Coislin: ducado-par en 1663
- Choiseul: ducado-par en 1665
- Aumont: ducado-par en 1665
- La Ferté-Senneterre (Saint-Nectaire): ducado-par en 1665
- Montausier: ducado-par en 1665
- La Vallière: ducado-par en 1667
- Nemours: ducado-par en 1672
- Béthune-Charost: ducado-par en 1690
- Saint-Cloud: ducado-par en 1690 por el arzobispo de París

### SigloXVIII
- Châteauvillain: ducado-par en 1703.
- Boufflers: ducado-par en 1708.
- Villars: ducado-par en 1709.
- Harcourt: ducado-par en 1709.
- Fitz-James: ducado-par en 1710.
- Antin: ducado-par en 1711.
- Rambouillet: ducado-par en 1711.
- Rohan-Rohan (Frontenay): ducado-par en 1714.
- Villars-Brancas: ducado-par en 1716.
- Roannais / La Feuillade: ducado-paren 1716.
- Lévis: ducado-par en 1723.
- Châtillon: ducado-par en 1736.
- Fleury: ducado-par en 1736.
- Gisors/Belle-Isle: ducado-par en 1748.
- Duras: ducado-par en 1756.
- Stainville (Choiseul): ducado-par en 1758.
- La Vauguyon: ducado-par en 1758.
- Praslin: ducado-par en 1762.
- Choiseul d'Amboise: ducado-par en 1764.
- Clermont-Tonnerre: ducado-par en 1775.
- Châteauroux: ducado-par en 1776.
- Gisors: ducado-par en 1776.
- Brunoy: ducado-par en 1777.
- Louvois: ducado-par en 1777.
- Amboise: ducado-par en 1787.
- Coigny: ducado-par en 1787.

## Pares de la familia real
También eran pares de Francia, los hijos de Francia y los nietos de Francia habían recibido un título nobiliario específico. Fueron los 3 siguientes, en las fechas indicadas:
- 1566-1584 Francisco de Francia (1554-1584), hijo de Francia, también duque-par de Anjou y Alençon.
- 1626-1660 Gastón de Francia (1608-1660), hijo de Francia, también duque-par de Orléans.
- 1661-1701 Felipe de Francia (1640-1701), hijo de Francia, también duque-par de Orléans.
- 1701-1723 Felipe de Orléans (1674-1723), nieto de Francia, también par duque de Orléans.
- 1710-1714 Carlos de Francia (1686-1714), hijo de Francia, duque de Berry, también par duque de Angulema y Alençon.
- 1771-1790 Luis Estanislao Javier de Francia (1755-1824), hijo de Francia, conde de Provenza, también duque-par de Anjou y Alençon, entonces rey (Luis  XVIII) de Francia.
- 1773-1790 Carlos Felipe de Francia (1757-1836), hijo de Francia, conde de Artois, también duque-par de Angulema y Berry, entonces rey (Carlos  X) de Francia.